# 乌克兰基础设施部
乌克兰基础设施部（羅馬化：Ministerstvo infrastruktury Ukrainy）是烏克蘭的一個負責該國交通基础设施（公路、鐵路和通讯）的政府部門。2010年12月，烏克蘭總統維克多·費奧多羅維奇·亞努科維奇宣布，烏克蘭运输和通信部（Міністерство транспорту та зв'язку України）将重组为基础设施部。总部位於基輔。2011年5月12日，交通运输部正式改組為基础设施部。